# Lherm, Haute-Garonne

Lherm este o comună în departamentul Haute-Garonne din sudul Franței. În 2009 avea o populație de 3.364 de locuitori. Aerodromul orașului găzduiește spectacolul aerian Airexpo în fiecare an.

## Evoluția populației
| An        | 1975  | 1982  | 1990  | 1999  | 2006  | 2009  |
| --------- | ----- | ----- | ----- | ----- | ----- | ----- |
| Populație | 1.092 | 1.858 | 2.266 | 2.558 | 3.117 | 3.364 |